# Club Deportivo Alegría
El Club Deportivo Alegría es un club de fútbol español de la localidad de Alegría de Álava, en la provincia de Álava. Fue fundado en 1968 y actualmente juega en la División de Honor de Álava. Es un club convenido del Deportivo Alavés.

## Historia
El Club Deportivo Alegría fue fundado en 1968, siendo el único equipo de fútbol representativo del pueblo de Alegría de Álava. 
A lo largo de su historia ha militado casi siempre en categorías regionales, aunque en dos ocasiones, en las temporadas 1988-89 y 1998-99, logró jugar en la Tercera división española. Tiene el honor de ser el primer campeón de la Regional Preferente de Álava, competición nacida en 1987 tras la creación de la Federación de Álava de Fútbol ese mismo año. En ambas ocasiones descendió siendo colista de la categoría.
Actualmente milita en la Regional Preferente de Álava. Tradicionalmente, su rival es la S.D. Salvatierra dada su cercanía con Salvatierra.
En el 2013, fue creado el primer equipo femenino de Alegría de Álava, con gran acogida entre los habitantes. Tres años después el club prescindió para la temporada 2016-2017 del equipo sénior, regresando a la competición una temporada más tarde.
En octubre de 2018 Josu Jon Aranzábal, representante de futbolistas, se hizo con el control de la entidad asumiendo la presidencia. Entre sus primeras medidas, nombró como entrenador al exjugador mexicano Salvador Vaca Cortés, quien vino acompañado por varios jugadores de su país. En diciembre de 2018 se anunció el convenio con el Chilangos F.C. (3.ª Mexicana-Grupo IV), donde jugadores del club mexicanos tendrán la oportunidad de jugar en España.
En verano de 2019 se inauguró la academia hispano-mexicana "Dulantziko Eskola" con la colaboración de exfutbolistas de ambos países para la formación en las instalaciones de la localidad alavesa tanto de jugadores locales como jóvenes promesas mexicanas.

## Uniforme
- Uniforme titular: Camiseta blanquiazul a rayas verticales, pantalón azul y medias azules.
- Uniforme suplente: Camiseta negra con dos rayas horizontales azul y blancas, pantalón negro y medias negras.

## Estadio
El C.D. Alegría juega en el campo municipal de Alegría Joaquín Gastaminza de hierba natural.

## Datos del club
- Temporadas en 1ª: 0
- Temporadas en 2ª: 0
- Temporadas en 2ªB: 0
- Temporadas en 3ª: 2
- Mejor puesto en la liga: 20.º (Tercera división, Grupo IV temporadas 88-89 y 98-99)

## Temporada por temporada
| Temporada   | División    | Puesto | Copa del Rey |
| ----------- | ----------- | ------ | ------------ |
| Desde 68-69 | Regional    | —      |              |
| hasta 87-88 | Regional    | —      |              |
| 1988/1989   | 3.ª         | 20.º   |              |
| Desde 89-90 | Regional    | —      |              |
| hasta 97-98 | Regional    | —      |              |
| 1998/1999   | 3.ª         | 20.º   |              |
| Desde 99-06 | Regional    | —      |              |
| 2006/07     | Regional    | 3°     |              |
| 2007/08     | Regional    | 7°     |              |
| 2008/09     | Regional    | 8°     |              |
| 2009/10     | Regional    | 9°     |              |
| 2010/11     | Regional    | 18°    |              |
| 2011/12     | 1° Regional | 10°    |              |
| 2012/13     | 1° Regional | 17°    |              |
| 2013/14     | 1° Regional | 17°    |              |
| 2014/15     | 1° Regional | 4°     |              |
| 2015/16     | 1° Regional | 5°     |              |
| 2017/18     | 1° Regional | 3°     |              |
| 2018/19     | Regional    | 15°    |              |
| 2019/20     | Regional    | 16°    |              |
| 2020/21     | Regional    | 17°    |              |
| 2021/22     | Regional    | 15°    |              |
| 2022/23     | Div. Honor  | 15°    |              |
| 2023/24     | Regional    | 1°     |              |
| 2024/25     | Div. Honor  |        |              |